# Johann Christoph Friedrich Breyer
Johann Christoph Friedrich Breyer (* 2. Februar 1749 in Stuttgart; † 12. Oktober 1777 in Tübingen) war ein deutscher Rechtswissenschaftler und Hochschullehrer.

## Leben
Breyer war ein Sohn des Geheimen Rats Johann Gottlieb Breyer. 1766 bezog er die Universität Tübingen und nahm ein Studium der Rechtswissenschaft auf. 1769 schloss er das Studium in Tübingen mit der Dissertation De fideicommisso serenissimae gentis Wurtembergicae imprimis de corpore dicto Cammerschreiberey-Gut ab und wurde damit zum Dr. iur. promoviert. Er erhielt die Erlaubnis, seine Studien an der Universität Göttingen fortzusetzen und eine Studienreise zu unternehmen. Nach seiner Rückkehr wurde er 1770 zum herzoglich württembergischen geheimen Archivrat ernannt. Zugleich war er korrespondierendes Mitglied des historischen Instituts in Göttingen.
Breyer erhielt 1772 eine Stellung als außerordentlicher Professor der Rechte an der Tübinger Universität, bevor er 1774 zum ordentlichen Universitätsprofessor befördert wurde und den Titel eines herzoglichen Rates erhielt. Außerdem wurde er Assessor am Tübinger Hofgericht.
1774 wurde er in der Freimaurerloge Zu den 3 Cedern in Stuttgart aufgenommen.

## Werke (Auswahl)
- Sind viele oder wenige Gesetze einem Staat nützlicher und vorträglicher? Fuest Tübingen 1767.
- De fideicommisso serenissimae gentis Wurtembergicae imprimis de corpore dicto Cammerschreiberey-Gut. Tübingen 1769.
- De potestate Augustissimi suppletoria, utpote parte potestatis iudiciariae necessaria. Schramm, Tübingen 1772.
- De charactere immedietatis in imperio S. R. G. Schramm, Tübingen 1774.